# Taihe (Nanzhao)
Die historische Stätte der Stadt Taihe (chinesisch 太和城遺址 / 太和城遗址, Pinyin Tàihé chéng yízhǐ, englisch Site of Taihe City) war die Hauptstadt des Reiches Nanzhao („Südliche Zhao“; 649-902) in Dali zur Zeit der chinesischen Tang-Dynastie in der heutigen chinesischen Provinz Yunnan. Die Stätte liegt im Westen des Dorfes Taihe 太和村 der Gemeinde Qiliqiao 七里桥乡 am westlichen Fuß des Gipfels Hedingfeng 鹤顶峰. Die Stadt wurde 738 gegründet, ein Teil der Stadtmauer ist bis heute erhalten. Es ist die Fundstätte der berühmtesten Inschriftentafel Yunnans.

## Nanzhao-Dehua-Inschriftentafel (Nanzhao dehua bei)
Die auf das Jahr 766 datierte, im Süden der Hauptstadt zur Zeit des zweiten Nanzhao-Herrschers, Geluofeng (阁罗凤), aufgestellte Nanzhao-Dehua-Inschriftentafel (南詔德化碑 / 南诏德化碑,  Nánzhào déhuà bēi) aus Sandstein überliefert wichtige Begebenheiten der Zeit. Die Tafel ist 3,97 m hoch, 2,46 m breit und 0,6 m dick. Ihre Vorderseite ist mit Schriftzeichen in 40 Zeilen, die Rückseite mit 1.220 in 41 Zeilen beschrieben. Der Großteil der Inschrift ist zerstört. Als Verfasser ihres Textes gilt der Überlieferung nach der Beamte Zheng Hui 郑回, Du Guangting soll sie geschrieben haben. Es wird berichtet von der Vereinigung der Sechs Zhao (六诏) durch die Mengshe (蒙舍) während der Kaiyuan- und Tianbao-Ära der Tang-Dynastie, die drei Feldzüge des Tang-Regimes gegen Nanzhao, Nanzhaos Kapitulation gegenüber den Tubo (Tibetern), den Bau der Oststadt (die heutige Stadt Kunming) und das damalige Beamtensystem.
Im Jahr 1788 in der Qianlong-Ära der Qing-Dynastie wurde die Tafel von dem Epigraphisten Wang Chang wiederentdeckt. Im Jahr 1798 in der Jiaqing-Ära wurde von Li Heng ein Pavillon zum Schutz der Tafel errichtet.
Der Text liefert wichtiges Material für die Erforschung des Sozialsystems, von Politik, Wirtschaft, Militär, Kultur, Geographie, Geschichte und der verschiedenen Völker des Nanzhao-Reiches.

## Denkmal der VR China
Die Stätte der Stadt Taihe (Taihe cheng yizhi) steht seit 1961 auf der Liste der Denkmäler der Volksrepublik China (1-157).

### Sekundärliteratur
- Yuqing Yang: The Role of Nanzhao History in the Formation of Bai Identity. 2008

### Nachschlagewerke
- Cihai („Meer der Wörter“), Shanghai cishu chubanshe, Shanghai 2002, ISBN 7-5326-0839-5 (Artikel: Nanzhao Dehua pai, Taihe cheng yizhi)